# Шо (Мисисипи)
Шо (енгл. Shaw) град је у америчкој савезној држави Мисисипи.

## Демографија
По попису из 2010. године број становника је 1.952, што је 360 (-15,6%) становника мање него 2000. године.
| Група             | 2000.         | 2010.         |
| Белци             | 164 (7,1%)    | 125 (6,4%)    |
| Афроамериканци    | 2.129 (92,1%) | 1.818 (93,1%) |
| Азијати           | 2 (0,1%)      | 1 (0,1%)      |
| Хиспаноамериканци | 23 (1,0%)     | 5 (0,3%)      |
| Укупно            | 2.312         | 1.952         |